# コンテナヤード

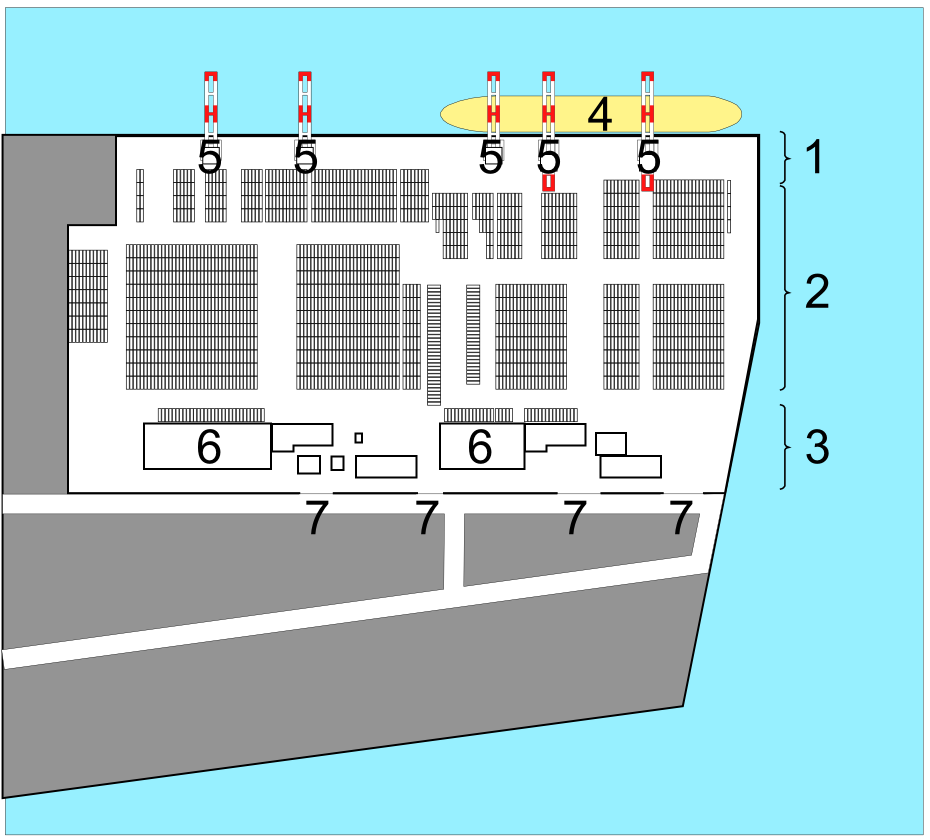
コンテナ・ターミナル内の概略配置
1.荷役エリア（エプロン） 2.コンテナヤード 3.ゲートエリア 4.コンテナ船 5.ガントリークレーン 6.管理棟 7.ゲート

コンテナヤード（英語:Container Yard, CY）とは、臨港地区におけるコンテナターミナル施設の一部であり、海上コンテナを荷役し、一時集積しておく場所。「バンプール」と呼ぶこともある 。コンテナ船会社は荷主に対し、コンテナ貨物の自社コンテナヤードへの搬入・自社コンテナヤードからの引き取りを指定している。コンテナヤードは保税地域となっており、通関手続きなど輸出入に関する諸手続もここで行われる。
海上運賃におけるCHC（Container Handling Charge）またはTHC（Terminal Handling Charge）は、このコンテナヤードの利用料である。
なお、小口貨物のコンテナへの混載作業は、コンテナ・フレート・ステーション（Container Freight Station、CFS）というヤードに併設されている作業場で行われ、これはCFS Chargeとなる。港湾運送事業法においては沿岸荷役に該当する。
コンテナヤードは、コンテナを利用した輸送物を中継する（陸上輸送 ⇔ 海上輸送、陸上輸送 ⇔ 陸上輸送）際に、その両方の輸送手段がともにアクセスに利便な広い場所を確保し、設営されている。港湾施設や貨物駅に併設されていることが多い。トレーラーが出入りするゲートの内側では、コンテナはストラドルキャリアやトランステナーなどの荷役機器によって段積みで蔵置され、コンテナ船やトレーラーへの載せかえまで一時保管される。冷凍コンテナや危険品は専用の区画へ蔵置される。
陸上運送（トラック、鉄道）から海上運送（コンテナ船）に積み替えるコンテナヤードはマリタイム・コンテナ・ターミナル（コンテナ埠頭）と呼ばれ、世界中の大規模港湾の埠頭に併設されている。コンテナはガントリークレーンという大型クレーンで船積みされる。
インランド・コンテナ・ターミナルは、内陸部の都市や工業地帯の近くにあるコンテナターミナルであり、海から遠い荷主の便宜のために運営されている。埠頭で船から鉄道・トラックに載せかえられたコンテナは鉄道駅やインターチェンジなどに接した内陸のコンテナヤードに運ばれ、通関され荷主のトレーラーに引き渡される。

## ギャラリー

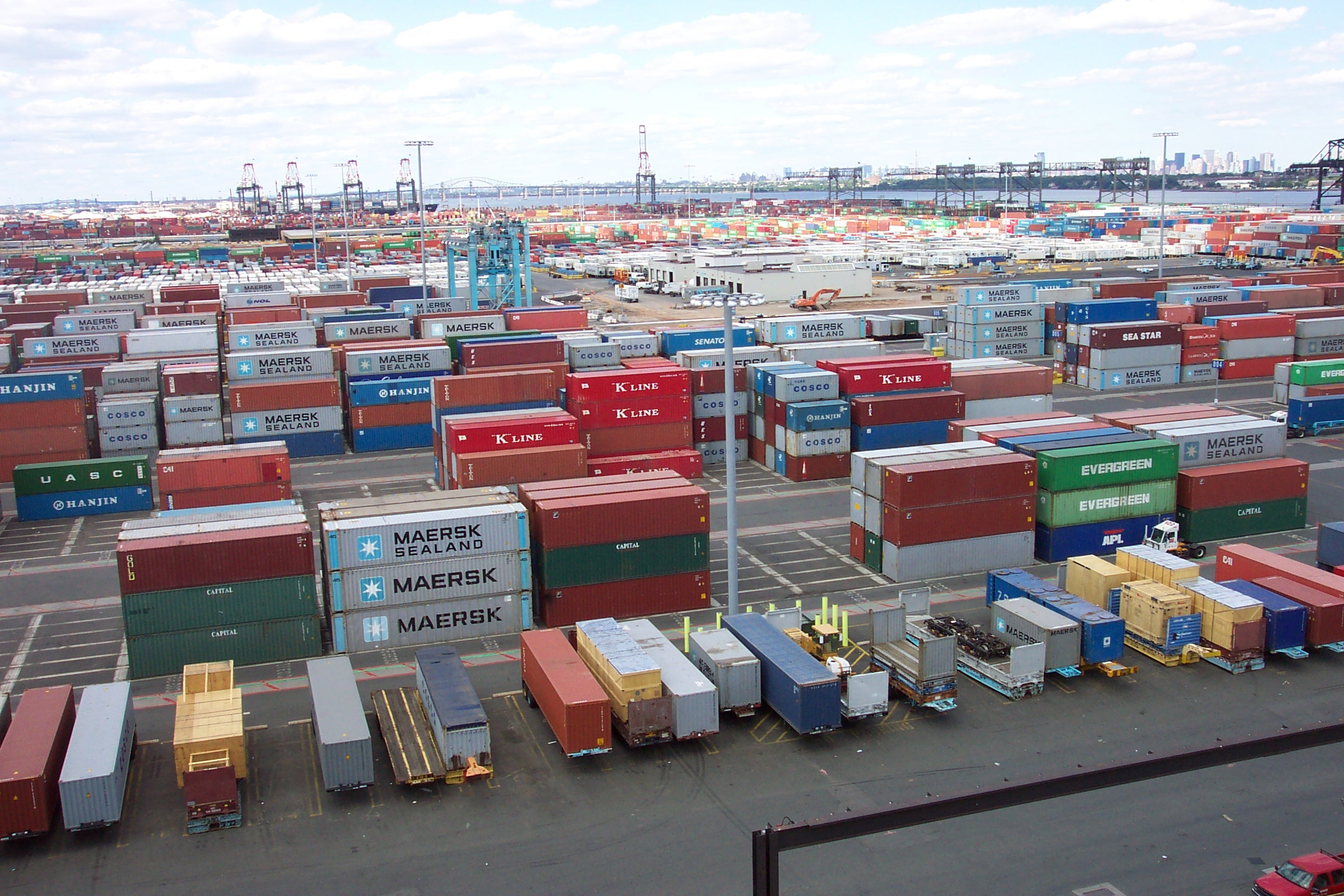
ニュージャージー州エリザベス港のコンテナヤード
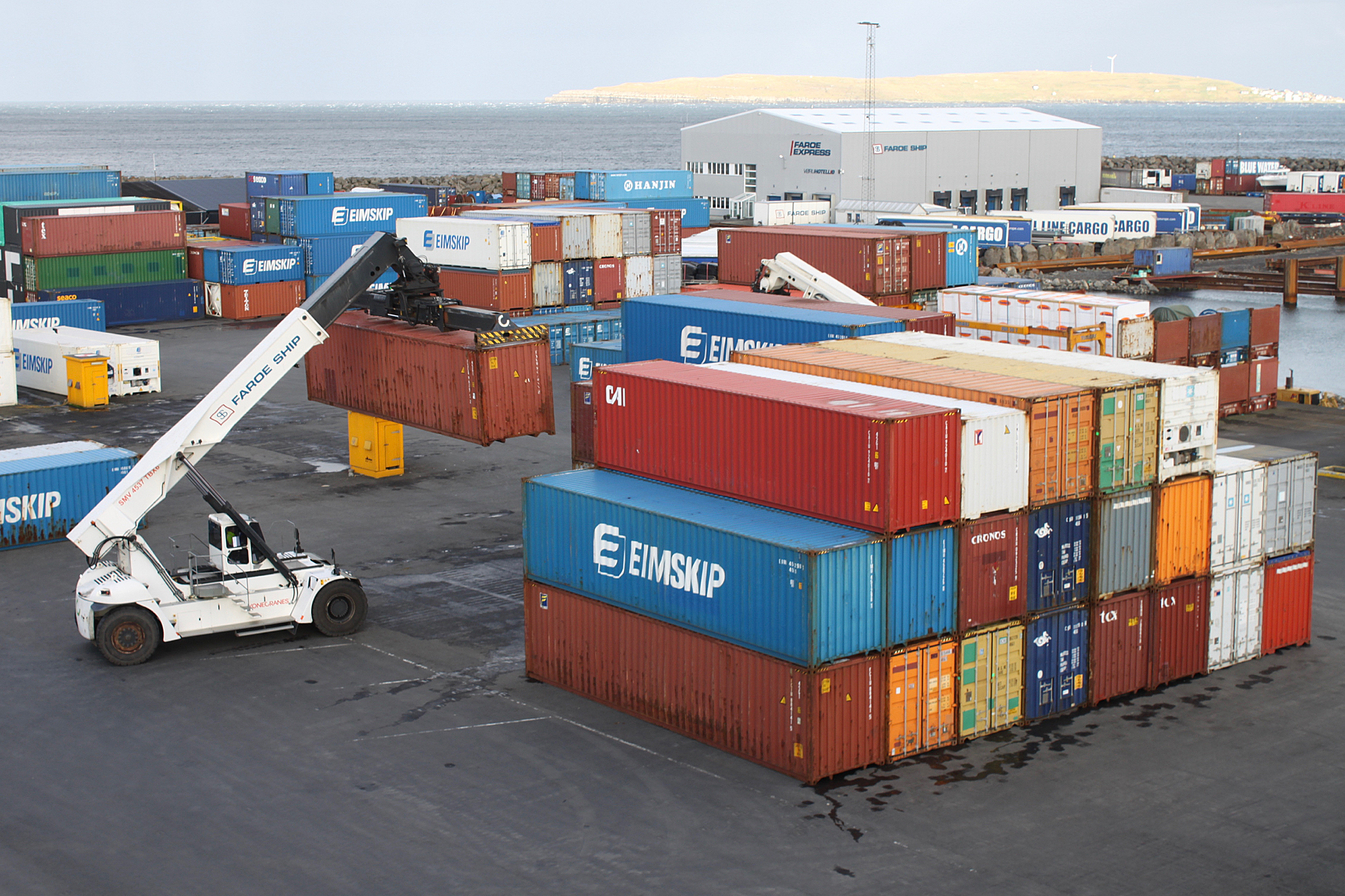
リーチスタッカーによる沿岸荷役作業
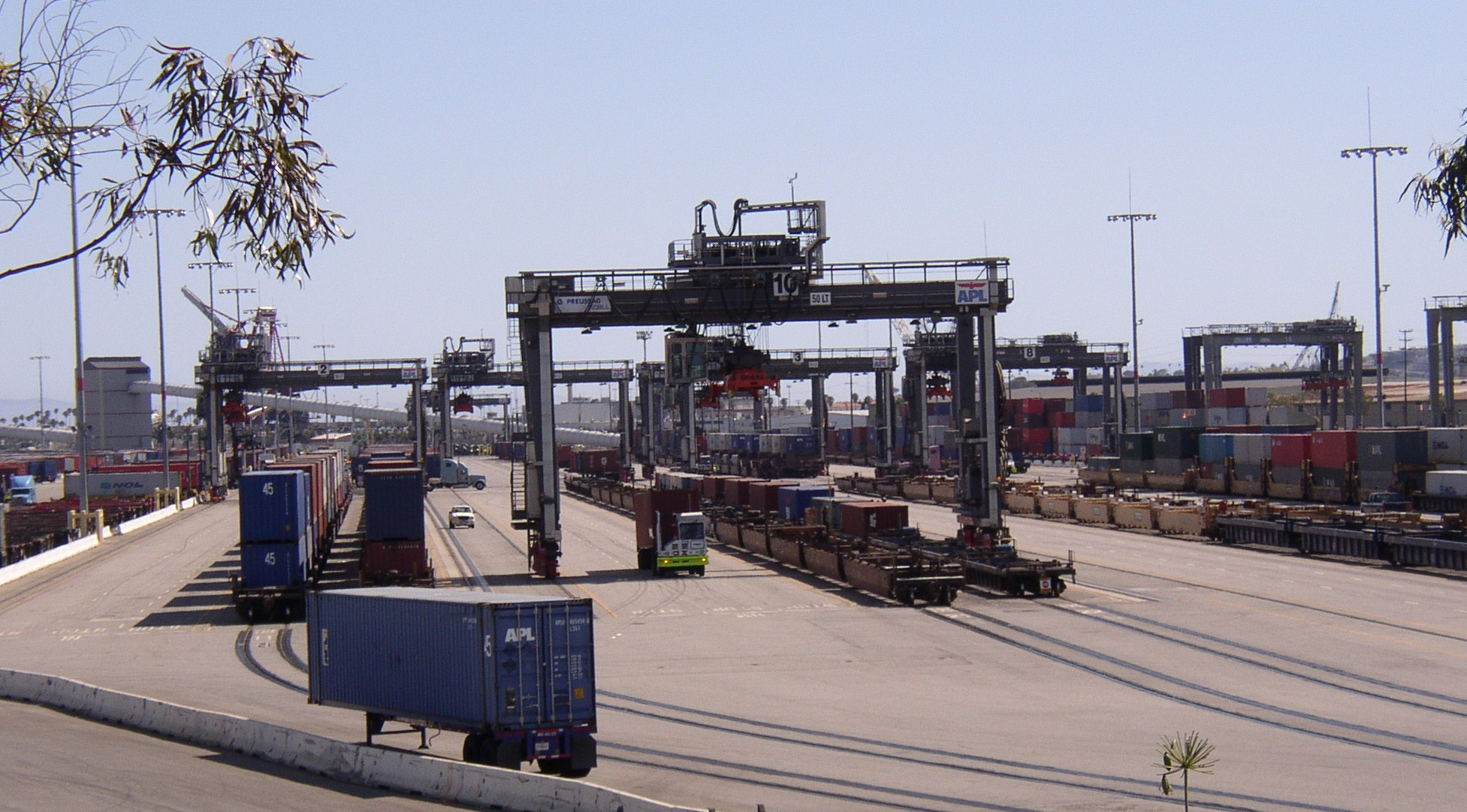
鉄道が引き込まれたロングビーチのヤード(ダブルスタックカー)